# ベアート・フラー
ベアート・フラー(Beat Furrer 1954年12月6日 - )はスイス・シャフハウゼン出身の現代音楽の作曲家・指揮者。現在、オーストリア・ウィーンのクリーツェンドルフ在住。

## 略歴
1954年、シャフハウゼン生まれ。ローマン・ハウベンシュトック＝ラマティに師事し、当時ウィーン唯一の現代音楽アンサンブルクランクフォールム・ウィーンを設立したが、ウィーン・モデルンができるまでは補助金も少なく長らく無視されていた。自ら指揮台に立つことも多く2006年にはシュトゥットガルト歌劇場管弦楽団の定期演奏会にも呼ばれて自作やヴェーベルン、ヴァレーズ、マーラーなどを指揮している。
ルツェルン音楽祭でコンポーザー・イン・レジデンスとしてミカエル・ジャレルと一緒に教鞭をとった。ヴィッテン現代音楽祭では、非常に個性的な新鮮なピアノ曲で作曲活動の再出発を計っている。作品はベーレンライター出版社とウニヴェルザール出版社から出版されている。
世代的にはポスト・ミニマルに該当するが、1950-60年代の実験精神を継承しているところに特徴がある。「古いか新しいかは問題ではない。そんなことはどうでも良い。作品の値打ちは、自己の作曲語法を十全に実行したかどうかである。」と種々のマスタークラスで力説している。

## 作風
デビュー当初はヘルムート・ラッヘンマンからの影響を直で被り、その痕跡はチェロソロのためのSOLOまで続いていた。その後はクラシック音楽に同時代の音楽を接ぎ木するタイプの作品が増え、反復語法がスコア全面を覆う。ラッヘンマンの特殊奏法と構造法からの影響を長らくそして強く受けているが、楽器を損傷するような雑音にまでは及ばない。二台ピアノとオーケストラの為の「ヌン」ではストレートにオクターブが使われ、響きの安定感と不安定感を行ったり来たりする。
真に自己の個性に到達したのは比較的遅く、1990年代にオクターブや三和音などの調的な素材を解禁してからである。持続的な音響の後で断続的な音響を対置させ、音自体は途絶えているにもかかわらず耳の中でその残響が鳴っているように錯覚させる作風が多い。作曲家本人は、耳の記憶に焦点を当てた作曲を行っていると述べている。これは、ラマティが不確定性を用いて実現した音響を、なるべく五線譜に確定する試みでもある。単一の楽器からの跳躍音程は少なく奇妙なメトリックも回避されるために、聞きやすい印象を与える割には次の音色が予測できない。一種の「音色旋律」を実現していることになる瞬間も多い。
近年は声楽を含む作品も多く、それらの一部は原語のドイツ語からフランス語に翻訳されてパリなどでも上演されている。演奏家にセント単位の微分音すら要求した室内オペラ「ファマ」は2005年にドナウエッシンゲン音楽祭にて、ドナウハレBという空間配置に適したホールで初演された後、翌2006年にIRCAMのフェスティヴァル・アゴラでも再演された。ただし再演場所はIRCAMではなく、パリ市最北部の倉庫を改造した劇場アトリエ・ベルティエで、やはりその空間配置を生かした二重舞台構造で行われた。近年の題名は、「ピアノ協奏曲」のような穏健な類を使用するようになった。その「ピアノ協奏曲(2007)」では独奏ピアノの断続音から比較的長めの音価がオーケストラ全体から染み出すような管弦楽法を用いており、明らかに「ヌン」で行われた実験が進化していることがわかる。にもかかわらず、個々の楽器法はクラシックで用いられる類を超えないように設計されているので、演奏家からは好意的に受け止められている。
現在は、彼が新曲を書き下ろすごとにKAIROSが全てレコーディングしている。採算が取れる限り主要作品をリリースする予定になっており、評価の確立した中堅作曲家として委嘱に答える毎日を送っている。現在はグラーツ音楽大学のみならず、フランクフルト音楽大学で客員教授としても教鞭をとる。いまだに清書には鉛筆を使っている。

## 受賞・栄典
- 2018年：エルンスト・フォン・ジーメンス音楽賞受賞。

## 主要作品

### 舞台作品
- invocation Oper nach Texten von Marguerite Duras (2002/2003)
- BEGEHREN Musiktheater nach Texten von Cesare Pavese, Günter Eich, Ovid und Vergil (2001)
- Narcissus Oper in sechs Szenen nach Ovids "Metamorphosen" (1992/1994)
- Die Blinden Kammeroper in einem Akt nach Texten von M. Maeterlinck, Platon, F. Hölderlin und A. Rimbaud (1989/90)

### オーケストラ作品
- PHAOS für Orchester (2006)
- Konzert für Klavier und Ensemble (2007)
- Konzert für Klavier und Orchester (2007)
- canti notturni für zwei Soprane und Orchester (2006)
- andere stimmen für Violine und Orchester (2003)
- Orpheus' Bücher für Chor und Orchester nach Texten von Cesare Pavese, Ovid und Vergil (2001)
- nuun Konzert für 2 Klaviere und Orchester (1996)
- Face de la Chaleur für Flöte und Orchester (1991)

### 声楽作品
- fragmentos de un libro futuro für Sopran und Gitarrenquartett (2007)
- lotófagos für Sopran und Kontrabass (2006)
- enigma für gemischten Chor a cappella (2006)
- FAMA Hörtheater in acht Szenen für großes Ensemble, acht Stimmen und Schauspielerin. Texte von Ovid und Arthur Schnitzler (2004/2005)
- recitativo für Stimme und Ensemble (konzertant aufführbare 3. Szene aus dem Hörtheater »FAMA«) (2004)
- Invocation III für Sopran und Ensemble (konzertant aufführbare Szene aus der Oper »invocation«) (2004)
  - Fassung für Sopran und Flöte (2004)
- auf tönernen füssen für Stimme und Flöte (2001)
- voices – still für Chor und Ensemble (2000/01)
- aria für Sopran und sechs Instrumente (1999)
- Psalm »Gloria tibi Domine« für achtstimmigen Chor a cappella (1997)
- Stimme – allein für Bariton (1997). BA 7794
- Stimmen für gemischten Chor und vier Schlagzeuger (1996)
- Poemas für Mezzosopran, Gitarre, Klavier und Marimba (1984)

### 室内楽作品
- antichesis für 14 Streicher (2006)
- apoklisis für zwei Bassklarinetten (2004)
- 3. Streichquartett (2004)
- Drei Klavierstücke (2003/2004)
- Phasma für Klavier (2002)
- solo für Cello (1999)
- spur für Klavier und Streichquartett (1998)
- still für Ensemble (1998)
- a due für Viola und Klavier (1997)
- presto für Flöte und Klavier (1997)
- Quartett für vier Schlagzeuger (1995)
- 2. Streichquartett (1988)
- 1. Streichquartett (1984)